# Spectral Display
Spectral Display is een Nederlandse newwaveformatie rond de Amsterdamse synthesizer-/keyboardartiest Michel Mulders.

## Geschiedenis
De groep had een hit in 1982 met het nummer It Takes a Muscle to Fall in Love, uitgebracht in dertien landen. Het nummer werd vanaf 2010 gecoverd door diverse internationale zangers, onder wie M.I.A. Zij bracht deze track als tweede single uit van het album MAYA (geproduceerd door Diplo).
Het nummer It Takes a Muscle is gebruikt in verschillende internationale films, waaronder Simon Killer van Antonio Campos, de romantische comedy Straight Up van James Sweeney (in 2020 op Netflix) en in Prins van de Nederlandse filmmaker Sam de Jong, dat een Gouden Kalf won voor beste filmmuziek.
Samen met Henri Overduin, die de meeste teksten schreef, werd in 2020 het derde album uitgebracht: You Steal My Heart.

## Discografie

### Albums
- Spectral Display (1982), EMI
- Too Much Like Me (1984), EMI
- You Steal My Heart (2020), Spectral-Records

### Singles
- It Takes a Muscle to Fall in Love (1982), EMI
- There's a Virus Going Round (1982), EMI
- Electric Circus (1982), EMI
- Danceable (1984), EMI
- Legendary (1984), EMI
- Too Much Like Me (1984), EMI
- It Takes a Muscle to Fall in Love (remix, 2019), EMI
- It Takes a Muscle to Fall in Love (reggaeversie, 2019), Spectral-Records
- Niet zonder jou! (radioversie, 2020), Spectral-Records
- You Steal My Heart (radioversie, 2020), Spectral-Records
- To Me You're Everything (2021), Spectral-Records
- You're My Religion (2021), Spectral-Records
- It Burns You When It's Hot (2021), Spectral-Records
- Lay All Your Love On Me,(2022), Spectral-Records
- Running' For Your Love,(2022), Spectral-Records
- I'll Give You The Night, (2023), Spectral-Records
- More Than A Feeling (2023), Spectral-Records
- Slowly (2023), Spectral-Records